# 古虎渓よぶくるバス

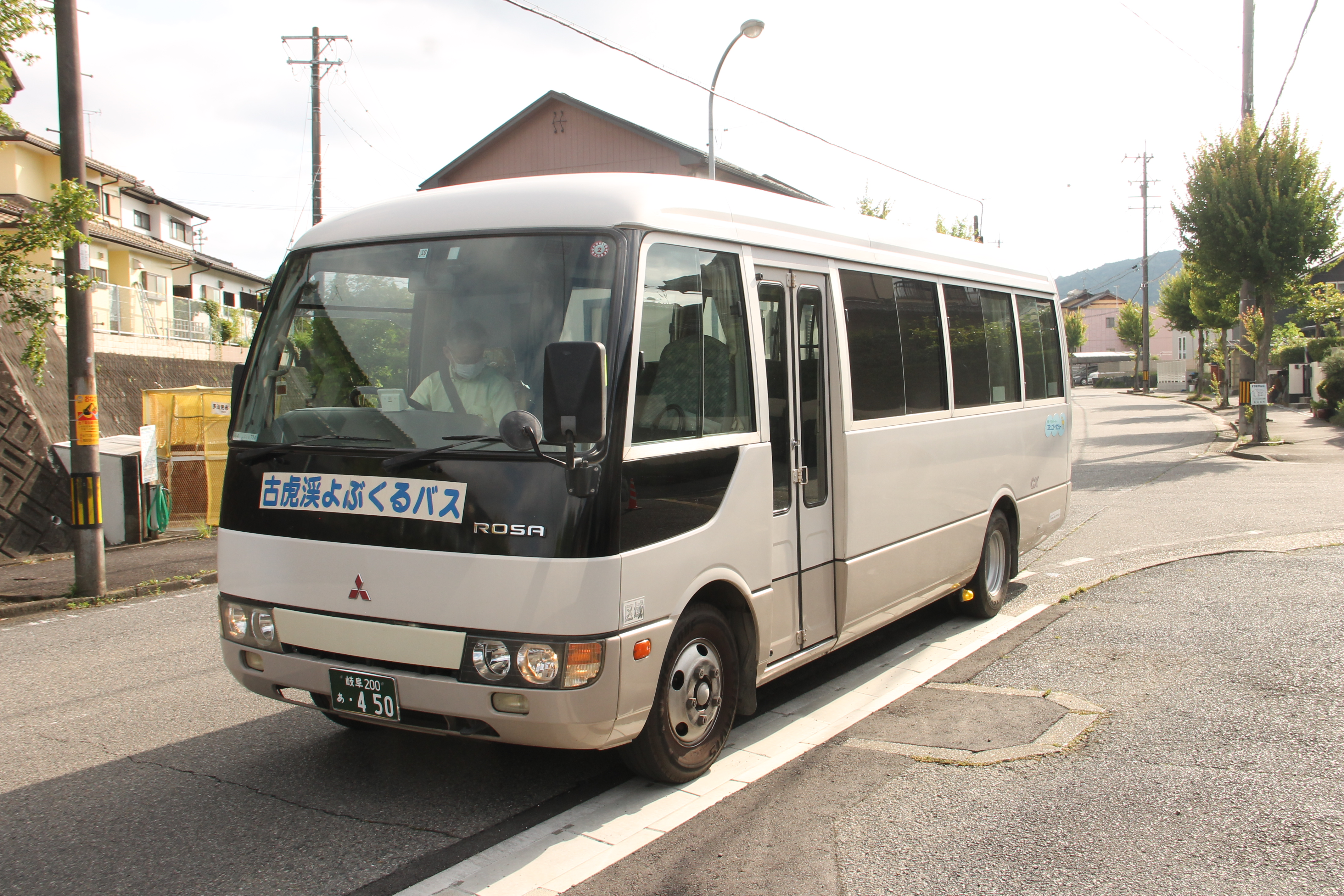
古虎渓よぶくるバスで使用される三菱ふそう・ローザ

古虎渓よぶくるバス（ここけいよぶくるバス）とは、岐阜県多治見市で運行されているデマンドバス。株式会社コミタクモビリティサービス（所在地：多治見市）が運営する。

## 概要
多治見市市之倉町にある「市之倉ハイランド」は、最寄りの古虎渓駅からの高低差が大きく、また団地内に入るバス路線は多治見市市街地方面への一般路線バスが数便と、不便な地域となっていた。このバスが運行されるまでは古虎渓駅までの多数の自家用車による送迎が見られた地区である。これを解消するために2010年（平成22年）月1月より実証実験を開始し、2011年（平成23年）4月より本格運行を開始した。

## 車両
専用の三菱ローザ2台と、朝ラッシュ時は「市之倉トライアングルバス」車両のハイエースが運行前に数便使用される。

## 利用方法
事前登録・予約不要(一部を除く。詳細は後述)で利用可能。
基本的に、朝は市之倉ハイランド→古虎渓駅、夕方以降は古虎渓駅→市之倉ハイランドの片方向の運行。但し、事前に予約を行うことで逆方向への回送便に乗車が可能。コミタク公式サイト

## 運行区間
市之倉ハイランド - JR中央本線 古虎渓駅
市之倉ハイランド内は、「ハイランド」バス停 → 「コーケンさん前」 → 「59ブロック前」 → 「16ブロック前」 → 「第一集会所前」の順で循環。区域乗合であるため「バス停」として標柱の設置は出来ず「ミーティングポイント」と呼ばれのぼり旗が立てられている。

## 運賃
通常料金
- 210円

※ 22時以降は深夜料金を210円加算し420円で、定期券利用者は深夜料金210円のみ。
定期券
- 一般：7,200円
- 学生：5,100円

※ 月極制で前月20日から夜便車内とタカケンクリーニング市之倉団地店で販売。

## 運行日・本数
|             | 平日 | 土曜 | 日祝日 |
| ----------- | ---- | ---- | ------ |
| 6時 - 9時   | 16便 | 8便  | 運休   |
| 16時 - 22時 | 15便 | 15便 | 運休   |
| 22時 - 0時  | 5便  | 3便  | 運休   |